# Red Fang
Red Fang és una banda estatunidenca de stoner rock de Portland, formada el 2005. Està composta pel guitarrista i vocalista Bryan Giles, el baixista i vocalista Aaron Beam, el guitarrista David Sullivan i el bateria John Sherman.
La banda va publicar Murder the Mountains amb Relapse Records el 2011, produït per Chris Funk. El febrer de 2013, Red Fang va viatjar a Austràlia per a tocar al festival Soundwave. El 2014, Red Fang va telonejar les bandes de metall suec Opeth i In Flames. El mateix any va fer un cameo al videoclip d'Iron Reagan de la cançó «Miserable Failure».

## Discografia
- Red Fang (Sargent House, 2009)
- Murder the Mountains (Relapse Records, 2011)
- Whales and Leeches (Relapse Records, 2013)
- Only Ghosts (Relapse Records, 2016)
- Arrows (Relapse Records, 2021)[7]